# Coapsă

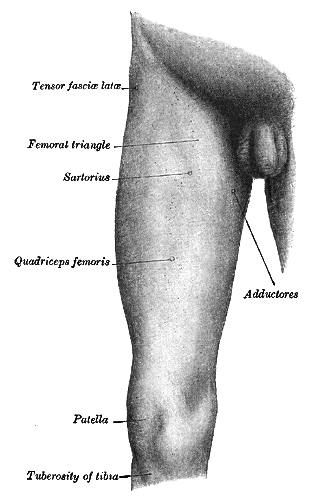
Coapsă, vedere frontală

Coapsa reprezintă partea corpului omenesc situată între șold și genunchi. La animale, coapsa este partea superioară a membrelor posterioară, cuprinsă între crupă și gambă. 